# Pluguffan
Pluguffan é uma comuna francesa na região administrativa da Bretanha, no departamento Finisterra. Estende-se por uma área de 32,06 km². Em 2010 a comuna tinha 4 259 habitantes (densidade: 132,8 hab./km²).